# Polisportiva Brescello
La ASD Brescello Piccardo, meglio conosciuta come Brescello Piccardo, è una società calcistica italiana con sede a Brescello, in provincia di Reggio nell'Emilia. Milita in Eccellenza, quinta serie del campionato italiano di calcio.
L'attuale sodalizio è nato nel 2003 e partecipa ai campionati seniores dal 2005, dopo il fallimento finanziario del precedente club cittadino fondato nel 1966, della cui tradizione calcistica cittadina si fa portatore.
La squadra ha raggiunto come massimo livello la Serie C1, terza divisione calcistica italiana, nella quale ha militato per sei stagioni, ottenendo come miglior risultato un secondo posto.
I colori sociali sono il giallo e il blu. Disputa le partite di casa allo stadio Giovanni Morelli.

## Storia
La società Unione Sportiva Brescello nasce nel 1966 e nel 1975 vince il campionato di Prima Categoria approdando in Promozione. Verso la metà degli anni novanta, grazie anche ad una importante sponsorizzazione dell'azienda Immergas, centra una doppia promozione dai Dilettanti alla Serie C1, tra il 1993 e 1995 restandoci per 6 stagioni, dal 1995 al 2001 (miglior risultato: 2º posto nel 1996-1997); sfiorando la Serie B nel 2000, ma perdendola all'ultimo minuto pareggiando per 1-1 nella finale dei play-off, giocata sul campo neutro di Verona (Stadio Bentegodi) contro il Cittadella.
Nello stesso periodo, precisamente a settembre 1997, la squadra giocò un doppio storico confronto contro la Juventus campione d'Italia nei sedicesimi di finale della Coppa Italia 1997-1998, pareggiando per 1-1 la gara in casa, giocata allo Stadio Giglio di Reggio Emilia per motivi di ordine pubblico, quando in panchina sedeva Giancarlo D'Astoli.
Durante la permanenza in Serie C1 la squadra ha disputato per diverse stagioni le proprie partite casalinghe allo storico Stadio Mirabello di Reggio Emilia (10.000 posti). Hanno militato nella formazione gialloblù giocatori come Simone Inzaghi, Riccardo Zampagna e Dario Morello.
Per due stagioni, inoltre, disputarono anche il derby contro la Reggiana.
Successivamente, il Brescello in cinque anni retrocesse dalla Serie C1 alla Serie C2 (rimanendovi dal 2001 al 2003, con un'altra finale play-off persa contro la Sambenedettese nel 2002), fino al campionato di Eccellenza, il che segnò la fine per la compagine rivierasca.

### Dalla scomparsa alla rinascita
Nel corso dell'estate del 2005 l'Unione Sportiva Brescello viene dichiarata fallita. A quel punto la Polisportiva Brescello, che esisteva già da due anni ma prendeva parte soltanto a campionati giovanili s'iscrisse al campionato di calcio di Terza Categoria per la stagione 2005/06, terminando il campionato con la promozione in Seconda Categoria seguita il 25 marzo 2007 da una seconda promozione consecutiva in Prima Categoria.
Nella stagione 2009-2010 viene ripescata in Promozione Emilia-Romagna, rimanendovi fino al termine della stagione 2014-2015 quando, grazie a un ripescaggio, viene ammessa in Eccellenza, rimanendovi però solo una stagione. Da allora la squadra milita nel campionato di Promozione. Nel giugno 2023 il Brescello si fonde con la Piccardo Traversetolo, società militante in Eccellenza, dando vita così alla Brescello Piccardo.

## Strutture

### Stadio
Disputa le sue partite interne presso lo stadio comunale di Brescello intitolato a Giovanni Morelli, la cui capienza è di circa 4.000 posti.

## Palmarès

### Competizioni nazionali
- Serie C2: 1

1994-1995 (girone A)
- Campionato Interregionale: 1

1990-1991 (girone C)
- Campionato Nazionale Dilettanti: 1

1993-1994 (girone C)

### Competizioni regionali
- Promozione: 4

1978-1979 (girone C), 1982-1983 (girone C), 1986-1987 (girone C), 1988-1989 (girone C)
- Prima Categoria: 2

1974-1975, 2013/14
- Seconda Categoria: 2

2006-2007, 2012/13
- Titolo assoluto Campionato U19 Regionale: 2

2019/2020 - 2022/2023
- Girone U19 Regionale: 6

2015/16(girone A) - 2016/17(Girone B) - 2017/18(Girone B) - 2018/19(Girone B) - 2019/20(girone B) - 2022/23(Girone A)

### Competizioni provinciali
- Terza Categoria: 2

1972-1973, 2011/12
- Coppa terza Categoria - Coppa dei Presidenti : 1

2005/2006
- Campionato Provinciale Allievi : 2

2017/2018-2018/2019

## Statistiche

### Partecipazione ai campionati
| Livello | Categoria                       | Partecipazioni | Debutto   | Ultima stagione | Totale |
| ------- | ------------------------------- | -------------- | --------- | --------------- | ------ |
| 3º      | Serie C1                        | 6              | 1995-1996 | 2000-2001       | 6      |
| 4º      | Serie C2                        | 3              | 1994-1995 | 2002-2003       | 3      |
| 5º      | Campionato Interregionale       | 4              | 1983-1984 | 1991-1992       | 7      |
| 5º      | Campionato Nazionale Dilettanti | 2              | 1992-1993 | 1993-1994       | 7      |
| 5º      | Serie D                         | 1              | 2003-2004 | 2003-2004       | 7      |